# 佐々木紀政
佐々木 紀政（ささき のりまさ、1970年5月 - )は広島県呉市の彫刻家。主に木材を使い、主に猫やオオサンショウウオなど、動物をモチーフとした作品を制作。

## 経歴
- 広島県広島市に生まれる。
- 1994年 名古屋芸術大学美術学部彫刻科卒業。
- 1995年に兵庫県養父郡大屋町明延に転居。
- 1995年但馬木彫に参加。-2000年まで。
- 2000年広島県呉市天応に転居。